# Emanuel Moriatis
Emanuel Alexis Moriatis (Lanús, Provincia de Buenos Aires; 19 de enero de 1980) es un piloto argentino de automovilismo. Desarrolló su carrera compitiendo en las principales categorías argentinas de automovilismo, destacándose por sus participaciones en el Turismo Carretera y el Turismo Nacional. Debutó profesionalmente a finales de los años 1990 y compitió en TC, TN, Turismo Competición 2000 y Top Race. Fue campeón de TC en el año 2009 y obtuvo 11 victorias finales al día de la fecha. A su vez, fue campeón también de la Clase 3 del Turismo Nacional en 2012 y 2016 y subcampeón en los años 2011, 2015, 2017 y 2019. Otro campeonato que también obtuvo, fue la Copa TC 2000 para pilotos particulares, lograda en el año 2009.
Tras su última participación dentro del Turismo Nacional, se retiró de esta categoría como piloto activo para postularse y posteriormente asumir la presidencia de la misma. A pesar de esto, continua compitiendo en el TC, donde además de piloto ejerce la dirección de su propio equipo de carreras.

## Biografía

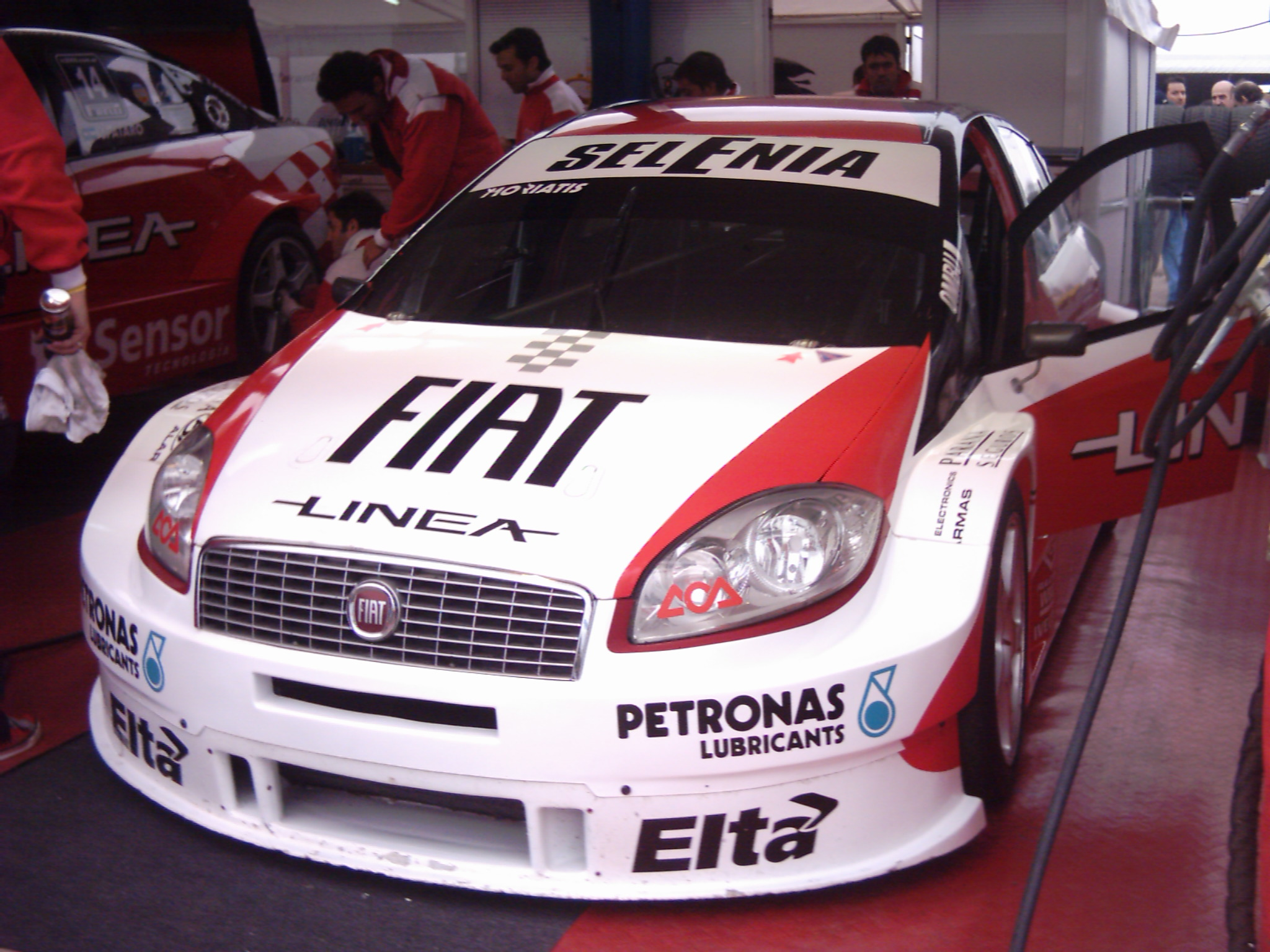
Fiat Linea de TC 2000 de Moriatis.

Nacido en 1980, sus inicios tuvieron lugar en el Campeonato Argentino de Cuatriciclos, donde compitió entre los años 1994 y 1997. Tras estas temporadas, comenzó su carrera en el automovilismo deportivo, debutando en 1998 en la categoría monomarca Citroën AX GTi, para luego pasar a competir en la Clase 2 del Turismo Nacional. En esta división compitió entre los años 1999 y 2003.
En 2001 inició su participación dentro de ACTC, debutando en el TC Pista a bordo de un Ford Falcon, adquiriendo la experiencia suficiente para ingresar en 2002 en elTurismo Carretera. En esta categoría, debutó también con un Ford Falcon del equipo Lincoln Sport Group. Con esta unidad conquistó su primera victoria el 13 de julio de 2003, en el Autódromo Ciudad de Nueve de Julio, a partir de la cual comenzó a convertirse en animador habitual de la categoría. Tal triunfo le valió a Moriatis ingresar en el historial de pilotos ganadores de TC, como el miembro número 180.
En 2004, además de su presencia en el TC, se produce su desembarco en la Clase 3 del Turismo Nacional donde obtiene sus resultados más importantes. En 2005 debuta en la renovada categoría Top Race V6, donde se presenta al comando de un Citroën C5. En esta categoría continuó compitiendo en el año 2006, donde se presentó al comando de un Ford Mondeo II, compartiendo equipo con Omar Martínez. Además, en esa temporada 2006, se produjo su debut en el Turismo Competición 2000 donde ingresó a mitad de campeonato, compitiendo al comando de un Ford Focus del equipo RV Racing Sport. A la par de estas actividades, continuó compitiendo dentro del Turismo Carretera con notable desempeño, mientras que tras su paso por el Top Race, resolvió retornar al Turismo Nacional.
En 2009 Moriatis desarrolló una de sus temporadas más productivas, al retornar al TC 2000 a bordo de un Toyota Corolla del equipo Basalto TTA y por primera vez compitiendo en tres categorías en una temporada (TC, TN y TC 2000). En esta temporada, TC 2000 organizó un campeonato interno para pilotos de escuderías particulares o con apoyo semioficial, del cual Moriatis formó parte además de competir en el campeonato nacional. Asimismo, continuó compitiendo en el Turismo Carretera al comando de su Ford Falcon del equipo Lincoln Sport Group, con el cual se terminó llevando 3 victorias finales, mientras que en el TN volvió a apostar a un Ford Focus para su presentación. Su temporada se coronó de manera exitosa al quedarse con la Copa TC 2000 de pilotos particulares en un campeonato que fue dominado por José María López, pero lo que principalmente terminó de coronar su gran año, fue la obtención del Campeonato Argentino de Turismo Carretera, superando inclusive a pilotos con mejores chances de proclamarse.
En 2010 continuó desarrollando su carrera deportiva a tiempo completo, ya que además de defender el título dentro del Turismo Carretera, fue convocado para formar parte del equipo oficial Fiat de TC 2000, donde piloteó una unidad Fiat Linea. Su agenda se completó con la incursión en el Turismo Nacional, donde fue convocado junto al campeón defensor Marcelo Bugliotti para formar parte del equipo Martos Competición, siéndole confiada una unidad Seat León. En esta última categoría continuó compitiendo en el año 2011, logrando su primer subcampeonato, por detrás de Fabián Yannantuoni.
En 2012 se produce un nuevo año de cosechas para Moriatis. Tras haber iniciado el torneo a bordo del Seat León, finalmente el equipo Martos Competición decidió cambiar sus unidades por los Ford Focus II, con el cual finalmente se terminó consagrando campeón de la Clase 3 del Turismo Nacional por primera vez. A su vez, en el Turismo Carretera tuvo un cambio de aires al pasar a competir en el RV Racing Sport.
En los años posteriores continuó compitiendo tanto en Turismo Carretera como en Turismo Nacional, teniendo esporádicas apariciones en el Super TC 2000 en calidad de invitado. En 2015 volvió a pelear por el campeonato de la Clase 3 del TN, alcanzando su segundo subcampeonato en la divisional, esta vez por detrás de Facundo Chapur.
En 2016, nuevamente Moriatis diría presente en TC y TN, teniendo una temporada regular en la primera categoría e iniciando en el TN con novedades, ya que en esta temporada se produjo la renovación generacional de su medio mecánico, al adoptar el Martos Competición los nuevos Ford Focus III y recibiendo apoyo de parte de la filial nacional de Ford. Estas alternativas se tradujeron en la obtención de su segundo campeonato de Turismo Nacional y el cuarto a nivel nacional de su cosecha personal. La confiabilidad de su medio mecánico en esta categoría, le permitió a Moriatis luchar por el título en los años siguientes, cosechando dos nuevos subcampeonatos en 2017 (por detrás de Mariano Werner) y 2019 (por detrás de José Manuel Urcera). Tras estas participaciones, finalmente resolvió retirarse de la categoría para dar forma a su carrera como dirigente, siendo en 2021 elegido como nuevo presidente de la Asociación de Pilotos de Automóviles de Turismo (APAT), entidad rectora del Turismo Nacional.
En cuanto a su carrera dentro del Turismo Carretera, luego de largos años de trayectoria y experiencia acumulada como piloto contratado, en 2019 anunció su participación dentro del TC, pero regenteando a partir de esa temporada su propia escudería de automovilismo. En su primera incursión dentro de este campo, Moriatis dispuso su alineación inicial compitiendo a bordo de un Ford Falcon y acompañado por Gastón Ferrante al comando de un Dodge Cherokee.

## Trayectoria
| Temporada | Categoría                        | Equipo                       | Coches              | Carreras   | Victorias  | Podios     | Poles      | VR         | Puntos     | Pos.       |
| --------- | -------------------------------- | ---------------------------- | ------------------- | ---------- | ---------- | ---------- | ---------- | ---------- | ---------- | ---------- |
| 2001      | TC Pista                         |                              | Ford Falcon         | 2          | 0          | 0          | 0          | 0          | 10.00      | 38.º       |
| 2002      | Clase 2 del Turismo Nacional     | Martos Competición           | Volkswagen Gol      | 11         | 0          | 2          | 2          | 1          | 66.00      | 9.º        |
| 2002      | TC Pista                         |                              | Ford Falcon         | 3          | 1          | 1          | 1          | 0          | 30.00      | 22.º       |
| 2002      | Turismo Carretera                | Lincoln Sport Group          | Ford Falcon         | 9          | 0          | 0          | 0          | 0          | 33.00      | 36.º       |
| 2003      | Turismo Carretera                | Lincoln Sport Group          | Ford Falcon         | 16         | 1          | 1          | 0          | 0          | 80.00      | 17.º       |
| 2003      | Clase 2 del Turismo Nacional     | Martos Competición           | Volkswagen Gol      | 12         | 2          | 4          | 1          | 0          | 135.00     | 4.º        |
| 2004      | Turismo Carretera                | Lincoln Sport Group          | Ford Falcon         | 16         | 1          | 1          | 0          | 0          | 110.50     | 12.º       |
| 2004      | Clase 3 del Turismo Nacional     | Martos Competición           | Ford Focus          | 6          | 0          | 0          | 0          | 0          | 84.00      | 15.º       |
| 2004      | 200 km de Bs. As., TC 2000       | Sportteam                    | VW Polo Classic     | 1          | 0          | 0          | 0          | 0          | 0.00       | Inv.       |
| 2005      | Turismo Carretera                | Lincoln Sport Group          | Ford Falcon         | 16         | 1          | 6          | 0          | 1          | 199.00     | 3.º        |
| 2005      | Top Race V6                      | MAF Racing Team              | Citroën C5          | 9          | 0          | 0          | 0          | 0          | 95.50      | 6.º        |
| 2005      | 200 km de Bs. As., TC 2000       | Ford-YPF                     | Ford Focus          | 1          | 0          | 0          | 0          | 0          | 0.00       | Inv.       |
| 2006      | Turismo Carretera                | Lincoln Sport Group          | Ford Falcon         | 16         | 1          | 2          | 1          | 1          | 135.50     | 8.º        |
| 2006      | Turismo Competición 2000         | RV Racing Sport              | Ford Focus          | 8          | 0          | 0          | 0          | 0          | 11.00      | 18.º       |
| 2006      | Top Race V6                      | MAP Racing Team              | Ford Mondeo II      | 2          | 0          | 1          | 0          | 0          | 18.00      | 28.º       |
| 2007      | Turismo Carretera                | Lincoln Sport Group          | Ford Falcon         | 16         | 0          | 3          | 0          | 1          | 145.00     | 6.º        |
| 2007      | Clase 3 del Turismo Nacional     | Martos Competición           | Ford Focus          | 11         | 1          | 4          | 3          | 0          | 190.00     | 4.º        |
| 2008      | Turismo Carretera                | Lincoln Sport Group          | Ford Falcon         | 13         | 3          | 6          | 0          | 2          | 218.50     | 3.º        |
| 2008      | Clase 3 del Turismo Nacional     | Martos Competición           | Ford Focus          | 9          | 3          | 5          | 0          | 0          | 229.00     | 3.º        |
| 2009      | Turismo Carretera                | Lincoln Sport Group          | Ford Falcon         | 16         | 3          | 4          | 2          | 2          | 303.00     | 1.º        |
| 2009      | Clase 3 del Turismo Nacional     | Martos Competición           | Ford Focus          | 12         | 1          | 4          | 4          | 1          | 215.00     | 3.º        |
| 2009      | TC 2000 General                  | Basalto TTA                  | Toyota Corolla E150 | 12         | 0          | 1          | 0          | 0          | 40.50      | 9.º        |
| 2009      | TC 2000 Privados                 | Basalto TTA                  | Toyota Corolla E150 | 12         | 3          | 8          | 0          | 0          | 44.00      | 1.º        |
| 2010      | Turismo Carretera                | Lincoln Sport Group          | Ford Falcon         | 16         | 1          | 3          | 0          | 0          | 172.75     | 6.º        |
| 2010      | Turismo Competición 2000         | Scuderia Fiat                | Fiat Linea          | 12         | 0          | 0          | 0          | 0          | 16.00      | 17.º       |
| 2010      | Clase 3 del Turismo Nacional     | Martos Competición           | Seat Leon           | 11         | 1          | 4          | 2          | 1          | 214.00     | 4.º        |
| 2011      | Turismo Carretera                | RV Racing Sport              | Ford Falcon         | 14         | 0          | 0          | 0          | 0          | 99.00      | 23.º       |
| 2011      | Clase 3 del Turismo Nacional     | Martos Competición           | Seat Leon           | 11         | 3          | 6          | 4          | 1          | 242.00     | 2.º        |
| 2011      | 200 km de La Plata, TC 2000      | Equipo Fiat Oil Combustibles | Fiat Linea          | 1          | 0          | 0          | 0          | 0          | 0.00       | Inv.       |
| 2012      | Turismo Carretera                | SFP Racing Team by Alifraco  | Ford Falcon         | 13         | 0          | 1          | 0          | 0          | 103.00     | 18.º       |
| 2012      | Clase 3 del Turismo Nacional     | Martos Competición           | Seat Leon           | 4          | 1          | 2          | 1          | 1          | 216.00     | 1.º        |
| 2012      | Clase 3 del Turismo Nacional     | Martos Competición           | Ford Focus II       | 8          | 0          | 1          | 0          | 0          | 216.00     | 1.º        |
| 2013      | Turismo Carretera                | SFP Racing Team by Alifraco  | Ford Falcon         | 15         | 0          | 0          | 0          | 0          | 244.75     | 22.º       |
| 2013      | Clase 3 del Turismo Nacional     | Martos Competición           | Ford Focus II       | 11         | 1          | 1          | 0          | 0          | 102.00     | 12.º       |
| 2014      | Turismo Carretera                | A.Garófalo Motorsport        | Ford Falcon         | 16         | 0          | 0          | 0          | 0          | 320.25     | 14.º       |
| 2014      | Clase 3 del Turismo Nacional     | Martos Competición           | Ford Focus II       | 10         | 0          | 0          | 0          | 0          | 32.00      | 29.º       |
| 2015      | Turismo Carretera                | Alifraco Sport               | Ford Falcon         | 16         | 0          | 0          | 0          | 0          | 266.25     | 24.º       |
| 2015      | Clase 3 del Turismo Nacional     | Martos Competición           | Ford Focus II       | 12         | 2          | 5          | 0          | 0          | 242.00     | 2.º        |
| 2015      | 200 km de Toay, Súper TC 2000    | Lincoln Sport Group          | Ford Focus III      | 1          | 0          | 0          | 0          | 0          | 0.00       | Inv.       |
| 2016      | Turismo Carretera                | Alifraco Sport               | Ford Falcon         | 16         | 0          | 0          | 0          | 0          | 429.75     | 16.º       |
| 2016      | Clase 3 del Turismo Nacional     | Martos Competición           | Ford Focus III      | 12         | 1          | 4          | 2          | 1          | 259.00     | 1.º        |
| 2017      | Turismo Carretera                | Martínez Competición         | Ford Falcon         | 15         | 1          | 2          | 0          | 0          | 318.50     | 17.º       |
| 2017      | Clase 3 del Turismo Nacional     | Martos Med Competición       | Ford Focus III      | 12         | 1          | 3          | 0          | 0          | 266.00     | 2.º        |
| 2018      | Turismo Carretera                | Martínez Competición         | Ford Falcon         | 14         | 1          | 1          | 0          | 0          | 218.50     | 30.º       |
| 2018      | Clase 3 del Turismo Nacional     | Martos Med Competición       | Ford Focus III      | 12         | 0          | 2          | 2          | 1          | 207.50     | 4.º        |
| 2018      | 200 km de Bs. As., Súper TC 2000 | Citroën Total Racing         | Citroën C4 Lounge   | 1          | 0          | 0          | 0          | 0          | 0.00       | Inv.       |
| 2019      | Turismo Carretera                | Moriatis Competición         | Ford Falcon         | 13         | 0          | 0          | 0          | 0          | 201.50     | 26.º       |
| 2019      | Clase 3 del Turismo Nacional     | Martos Med Competición       | Ford Focus III      | 12         | 0          | 2          | 0          | 0          | 263.00     | 2.º        |
| 2019      | TC Pick Up                       | JP Carrera                   | Nissan Frontier     | 1          | 0          | 0          | 0          | 0          | 18.00      | 20.º       |
| 2019      | 200 km de Bs. As., Súper TC 2000 | Puma Energy Honda Racing     | Honda All New Civic | 1          | 0          | 0          | 0          | 0          | 0.00       | Inv.       |
| 2020      | Turismo Carretera                | Moriatis Competición         | Ford Falcon         | 10         | 0          | 0          | 0          | 0          | 238.25     | 16.º       |
| 2021      | Turismo Carretera                | Moriatis Competición         | Ford Falcon         | En disputa | En disputa | En disputa | En disputa | En disputa | En disputa | En disputa |
| Fuente:   | [ 9 ]                            | [ 9 ]                        | [ 9 ]               | [ 9 ]      | [ 9 ]      | [ 9 ]      | [ 9 ]      | [ 9 ]      | [ 9 ]      | [ 9 ]      |

## Palmarés
| Título  | Categoría                    | Marca               | Año  |
| ------- | ---------------------------- | ------------------- | ---- |
| Campeón | Turismo Carretera            | Ford Falcon         | 2009 |
| Campeón | Copa TC 2000                 | Toyota Corolla E150 | 2009 |
| Campeón | Clase 3 del Turismo Nacional | Ford Focus II       | 2012 |
| Campeón | Clase 3 del Turismo Nacional | Ford Focus III      | 2016 |

## Resultados

### Turismo Competición 2000
| Año  | Equipo                       | Auto             | 1    | 2   | 3   | 4   | 5   | 6   | 7   | 8   | 9   | 10  | 11  | 12    | 13  | 14  | Res. | Puntos |
| ---- | ---------------------------- | ---------------- | ---- | --- | --- | --- | --- | --- | --- | --- | --- | --- | --- | ----- | --- | --- | ---- | ------ |
| 2004 |                              |                  | GR   | VIE | SJU | PAR | SL  | OBE | AG  | CON | RC  | SRA | BB  | BA    | RAF | MDP | -    | -      |
| 2004 | Sportteam Competición        | Volkswagen Polo  |      |     |     |     |     |     |     |     |     |     |     | 7     |     |     | -    | -      |
| 2005 |                              |                  | BA I | PAR | VIE | SJU | OLA | AG  | CUR | OBE | RAF | SRA | CON | BA II | SL  | GR  | -    | -      |
| 2005 | Ford YPF                     | Ford Focus I     |      |     |     |     |     |     |     |     |     |     |     | Ret   |     |     | -    | -      |
| 2006 |                              |                  | BA I | OLA | CR  | VIE | SFE | SJU | SRA | RES | CUR | SMM | GR  | BA II | OBE | PAR | 18.º | 11     |
| 2006 | RV Competición               | Ford Focus I     |      |     |     |     |     | Ret | 13  | 8   | 14  | Ret |     | Ret   | 5   | 24† | 18.º | 11     |
| 2007 |                              |                  | CR   | GR  | BB  | SMM | SJU | SP  | AG  | SFE | SRA | VIE | BA  | OBE   | SL  | PDE | -    | 0      |
| 2007 | Sportteam Competición        | Volkswagen Bora  |      |     |     | 22  |     |     |     |     |     |     |     |       |     |     | -    | 0      |
| 2009 |                              |                  | AG   | GR  | OBE | SMM | TRH | RES | BA  | CEN | SFE | SFE | SJU | SJU   | PDF |     | 9.º  | 40,5   |
| 2009 | Basalto TTA                  | Toyota Corolla X |      | 7   | 10  | 10  | 23† | 3   | 24† | 16  | 8   | 7   | 8   | 7     | 8   |     | 9.º  | 40,5   |
| 2010 |                              |                  | PDE  | SMM | GR  | AG  | RES | TRH | LR  | SFE | SFE | CEN | OBE | BA    | PDF |     | 17.º | 16     |
| 2010 | Scuderia Fiat                | Fiat Linea       | Ret  | 11  | 22† | Ret | 10  | Ret | 6   | Ex. | 5   | 8   | WD  | Ret   | Ret |     | 17.º | 16     |
| 2011 |                              |                  | GR   | SFE | SFE | SMM | SJU | RES | AG  | TRH | LPL | TRE | JUN | PDF   | PAR |     | -    | -      |
| 2011 | Equipo Fiat Oil Combustibles | Fiat Linea       |      |     |     |     |     |     |     |     | 21  |     |     |       |     |     | -    | -      |

#### Copa de Pilotos Privados
| Año  | Equipo      | Auto             | 1  | 2  | 3   | 4   | 5   | 6   | 7   | 8   | 9   | 10  | 11  | 12  | 13  | Res. | Puntos |
| ---- | ----------- | ---------------- | -- | -- | --- | --- | --- | --- | --- | --- | --- | --- | --- | --- | --- | ---- | ------ |
| 2009 |             |                  | AG | GR | OBE | SMM | TRH | RES | BA  | CEN | SFE | SFE | SJU | SJU | PDF | 1.º  | 44     |
| 2009 | Basalto TTA | Toyota Corolla X |    | 3  | 4   | 3   | 12† | 1   | 15† | 8   | 2   | 2   | 1   | 1   | 2   | 1.º  | 44     |

#### Copa Endurance Series
| Año  | Equipo        | Auto             | 1   | 2   | 3   | Res. | Puntos |
| ---- | ------------- | ---------------- | --- | --- | --- | ---- | ------ |
| 2009 |               |                  | TRH | BA  | PDF | 16.º | 6      |
| 2009 | Basalto TTA   | Toyota Corolla X | 23† | 24† | 6   | 16.º | 6      |
| 2010 |               |                  | TRH | CEN | BA  | 19.º | 3      |
| 2010 | Scuderia Fiat | Fiat Linea       | Ret | 8   | Ret | 19.º | 3      |

### Súper TC 2000
| Año  | Equipo                                  | Auto           | 1    | 2   | 3   | 4   | 5   | 6    | 7   | 8   | 9   | 10  | 11  | 12  | 13    | 14 | Res. | Puntos |
| ---- | --------------------------------------- | -------------- | ---- | --- | --- | --- | --- | ---- | --- | --- | --- | --- | --- | --- | ----- | -- | ---- | ------ |
| 2015 |                                         |                | JUN  | ROS | OBE | TRH | RAF | SL I | SFE | SFE | TOA | GR  | SMM | AG  | SL II |    | -    | -      |
| 2015 | Lincoln Sport Group                     | Ford Focus III |      |     |     |     |     |      |     |     | 16  |     |     |     |       |    | -    | -      |
| 2018 |                                         |                | BA I | ROS | ROS | SMM | PDF | RAF  | SJU | OBE | SFE | SFE | TRH | SNI | BA II | AG | -    | -      |
| 2018 | Citroën Total Racing Súper TC 2000 Team | Citroën C4 II  |      |     |     |     |     |      |     |     |     |     |     |     | Ret   |    | -    | -      |
| 2019 |                                         |                | AG   | GR  | VIL | ROS | PAR | SAL  | SNI | SJU | SMM | SMM | BA  | RC  | CEN   |    | -    | -      |
| 2019 | Honda Racing                            | Honda Civic X  |      |     |     |     |     |      |     |     |     |     | Ret |     |       |    | -    | -      |